# Гайчук-Білоусова Тамара Сергіївна
Тамара Сергіївна Гайчу́к-Білоу́сова (нар. 2 грудня 1958, Дніпропетровськ) — український графік і реставратор. Дружина художника Василя Гайчука.

## Біографія
Народилася 2 грудня 1958 року в місті Дніпропетровську (нині Дніпро, Україна). Закінчила Дніпропетровську художню школу та у 1980 році відділення архітектури Дніпропетровського монтажного технікуму.
З 1984 року працює у Києві у відділі графіки Науково-дослідного реставраційного центру України; з 1994 року — художник-реставратор вищої категорії. У 2020 році нагороджена орденом «За заслуги» III ступеня.

## Творчість
Створює пейзажі, натюрморти. Розробила оригінальні прийоми акварельної техніки розпису на шовку. Серед робіт:
- «Червона калина» (1988), «Будяк» (1995),  «Лілеї» (1997);
- цикли: «Степ» (з 1989 року), «Квіти України» (1990–2005), «Іриси» (з 1994 року), «Дніпровські плавні» (з 1995 року).